# Ляшко Віктор Іванович
Віктор Іванович Ляшко (нар. 26 жовтня 1935, село Щурове Краснолиманського району, тепер Лиманської міської територіальної громади Донецької області) — український діяч, голова Артемівського міськвиконкому Донецької області, начальник Донецького обласного управління комунального господарства, 1-й заступник Голови Держкомітету України з житлово-комунального господарства. Народний депутат України 1-го скликання.

## Біографія
Народився у родині робітників.
У 1948—1950 роках — учень Слов'янського ремісничого училища Сталінської області.
У 1950—1954 роках — формувальник-ливарник Харцизького заводу «Головелектромережабуд» Сталінської області.
У 1954—1959 роках — служба в Радянській армії.
Член КПРС.
Освіта вища: закінчив Донецький державний університет за спеціальністю економіст; Вищу партійну школу при ЦК КПРС; Академію народного господарства при Раді Міністрів СРСР.
У 1959—1965 роках — завідувач відділу культури виконавчого комітету Краснолиманської районної Ради депутатів трудящих Донецької області.
У 1965—1966 роках — голова виконавчого комітету Краснолиманської міської Ради депутатів трудящих Донецької області.
У 1966—1968 роках — заступник голови виконавчого комітету Краснолиманської районної Ради депутатів трудящих Донецької області.
У 1968—1973 роках — завідувач загального відділу виконавчого комітету Донецької обласної Ради депутатів трудящих.
У 1973—1982 роках — голова виконавчого комітету Артемівської міської Ради депутатів трудящих Донецької області.
У 1982—1986 роках — начальник Донецького обласного управління комунального господарства.
У 1986—1990 роках — заступник міністра житлово-комунального господарства Української РСР.
У 1990 — листопаді 1995 року — 1-й заступник Голови Державного комітету України з житлово-комунального господарства.
18.03.1990 року обраний народним депутатом України, 2-й тур, 56,53 % голосів, 7 претендентів. До груп та фракцій не входив. Член комісії ВР України у питаннях соціальної політики та праці.
З 1996 року — пенсіонер.
Член президії Центрального комітету профспілки працівників місцевої промисловості і комунально-побутових підприємств України. Голова правління Міжнародної громадської організація «Асоціація „Донеччина“».

## Нагороди та звання
- орден Трудового Червоного Прапора
- орден «Знак Пошани»
- орден Дружби народів
- орден «За заслуги» ІІІ ступеня (.07.2002)[3]
- медалі
- заслужений працівник сфери послуг України (.10.2010)[4]